# Bukranion

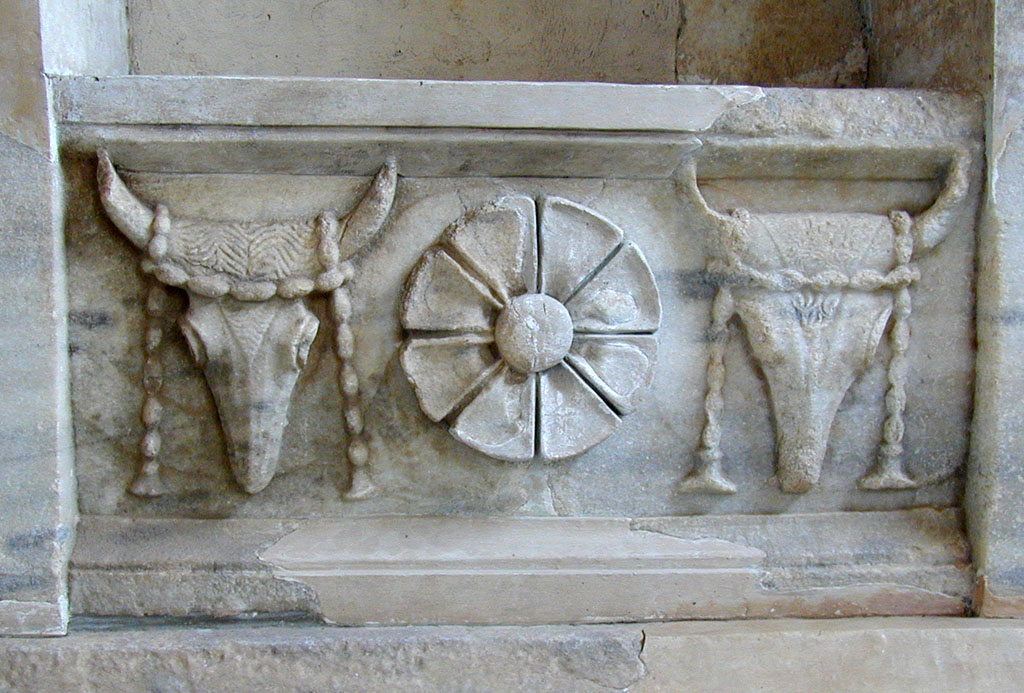
Exempel på bukranier.

Bukranion, boukranion, plural bukranier (grekiska boukranion "oxhuvud"), är ett ornament i form av en frontalt avbildad oxskalle (emellanåt ett oxhuvud), som förekommer i grekisk och romersk konst.
Flera bukranier kunde vara placerade i rad, sammanbundna med till exempel växtornament eller festonger. Ornamenttypen härstammar från bruket att på kultplatser sätta upp offerdjurens skallar.
Ornamentet kan beskådas på Vespasianustemplets fris.